# Mare periferică
O mare periferică este o mare care se află la periferia unui ocean înspre care are o largă deschidere. Ea se situează la marginea continentală a oceanului. Termenul este uneori folosit ca sinonim pentru mare epicontinentală. Din punct de vedere oceanografic, având în vedere largile lor deschideri înspre ocean, mările periferice sunt extensii naturale ale oceanului. Din punct de vedere geografic, denumirea de mare periferică poate fi sinonimă cu aceea de mare marginală, cu mențiunea ca în geologie denumirea de mare marginală are un sens diferit de sensul in accepție geografică.

## Exemple de mări periferice
- Marea Celtică este o mare periferică a Atlanticului.
- Marea Andaman este o mare periferică a Oceanului Indian.
- Marea Ciukotka este o mare periferică a Oceanului Arctic.